# Anton Steinhart
Anton Steinhart (* 17. Jänner 1889 in Salzburg; † 11. Dezember 1964 ebenda) war ein österreichischer Maler und Grafiker.

## Leben
Steinhart entstammte einer bürgerlichen Salzburger Familie. Schon als Kind besuchte er auf eigenen Wunsch die private Malschule des Salzburger Landschaftsmalers Franz Hinterholzer. Steinhart reist nach England und Italien und studiert in München und Paris. Von 1915 bis 1918 nimmt er am Ersten Weltkrieg teil. Ab 1918 ist er (wieder) in Salzburg wohnhaft.
Seine Schwester Betty Steinhart, später verheiratete Platter, arbeitete gleich nach der Schule in einer Apotheke und wechselte ab 1909 ins frisch gegründete Fotostudio des Carl Ellinger. Bald war sie dort Fotografin und Ellinger bestimmte sie als 22-Jährige zu seiner Stellvertreterin und Geschäftsführerin. Er musste als Soldat in den Ersten Weltkrieg ziehen, der 1914 begann, und wollte das Geschäft, für das zahlreiche Fotografen arbeiten, abstoßen.
Laut ihrer Enkelin Susanne Gordon-Oberhofer gelingt es Betty Steinhart, das Geschäft zu übernehmen. Der Firmenname „Ellinger“ wird weiterhin geführt, dass der Betrieb von einer – auch fotografierenden – Frau geführt wird, ist für die damalige Zeit ungewöhnlich und wird kaum wahrgenommen. Carl Ellinger kann sich, wie er es geplant hatte, 1916 in Richtung Kanada absetzen und kehrt nach dem Ersten Weltkrieg nicht mehr zurück. Das renommierte Salzburger Geschäft Photo Ellinger in der Schwarzstraße beim Mirabellgarten dokumentierte die Salzburger Festspiele seit ihrer Gründung 1920 und erlebte nach der Weltwirtschaftskrise Ende der 1920er-Jahre in der 1930ern nochmals eine Blüte.
Anton Steinhart arbeitete auch regelmäßig als Fotograf bei Photo Ellinger, um seinen Lebensunterhalt zu verdienen. So entstanden auch zahlreiche Skizzen und Rohrfederzeichnungen von Aufführungen der Festspiele, die er 1960 in einer Mappe bei Friedrich Welz publizierte.
Neben den vielen Rohrfederzeichnungen entstanden auch Ölgemälde, deren Sujets zumeist Landschaften waren. Zahlreiche Bilder fertigte Steinhart auf seinen monatelangen Italienaufenthalten an. Steinhart war eng befreundet mit dem fast gleichaltrigen Anton Faistauer sowie mit dem Zeichner Alfred Kubin, dem Maler Anton Kolig und dem Jugendstilmaler Carl Moll.
Die meisten Bilder Steinharts befinden sich im Salzburg Museum, dem vormaligen Salzburg Museum Carolino Augusteum, im Museum der Moderne Salzburg, dem vormaligen Rupertinum und der Albertina sowie in Privatbesitz.
Steinhart trat 1938 der NSDAP bei.
Die Anton-Steinhart-Straße ⊙ in Salzburg-Süd erinnert heute an ihn.

## Ausstellungen
- 1943 Ausstellung „Junge Kunst im Deutschen Reich“ im Wiener Künstlerhaus
- 1945 und 1949 Albertina in Wien
- 1956 Neue Galerie Wolfgang Gurlitt-Museum in Linz

## Werke
- Rohrfederzeichnungen Aus der Festspielmappe 1926-60. Anton Steinhart, Salzburg 1960
- Ringen mit dem Engel. Künstlerbriefe 1933 bis 1955. Alfred Kubin, Anton Kolig u. Carl Moll an Anton Steinhart, hrsg. von Hans Kutschera, Salzburg/Stuttgart 1964
- Salzburg: Stadt, Land, Festspiele. 25 Rohrfederzeichnungen; Salzburg: Müller, 1947
- Aus der Festspielmappe; aus Anlass d. 40jähr. Bestehens d. Salzburger Festspiele 1920–1960; Verl. Galerie Welz, Salzburg 1960